# Phillips-Nunatak
Der Phillips-Nunatak ist ein rund 1000 m hoher Nunatak im westantarktischen Queen Elizabeth Land. In der Patuxent Range der Pensacola Mountains ragt er aus einer vereisten Geländestufe 11 km nördlich des Mount Wanous auf.
Der United States Geological Survey kartierte ihn anhand eigener Vermessungen und Luftaufnahmen der United States Navy aus den Jahren von 1956 bis 1966. Das Advisory Committee on Antarctic Names benannte ihn 1968 nach Harry G. Phillips, Koch auf der Palmer-Station im antarktischen Winter 1967.